# (500215) 2012 HV43
(500215) 2012 HV43 es un asteroide perteneciente al cinturón de asteroides, descubierto el 27 de marzo de 2012 por el equipo del Spacewatch desde el Observatorio Nacional de Kitt Peak, Arizona, Estados Unidos.

## Designación y nombre
Designado provisionalmente como 2012 HV43.

## Características orbitales
2012 HV43 está situado a una distancia media del Sol de 2,603 ua, pudiendo alejarse hasta 3,072 ua y acercarse hasta 2,134 ua. Su excentricidad es 0,180 y la inclinación orbital 3,339 grados. Emplea 1534,35 días en completar una órbita alrededor del Sol.

## Características físicas
La magnitud absoluta de 2012 HV43 es 17,8.